# Меса в Больсені

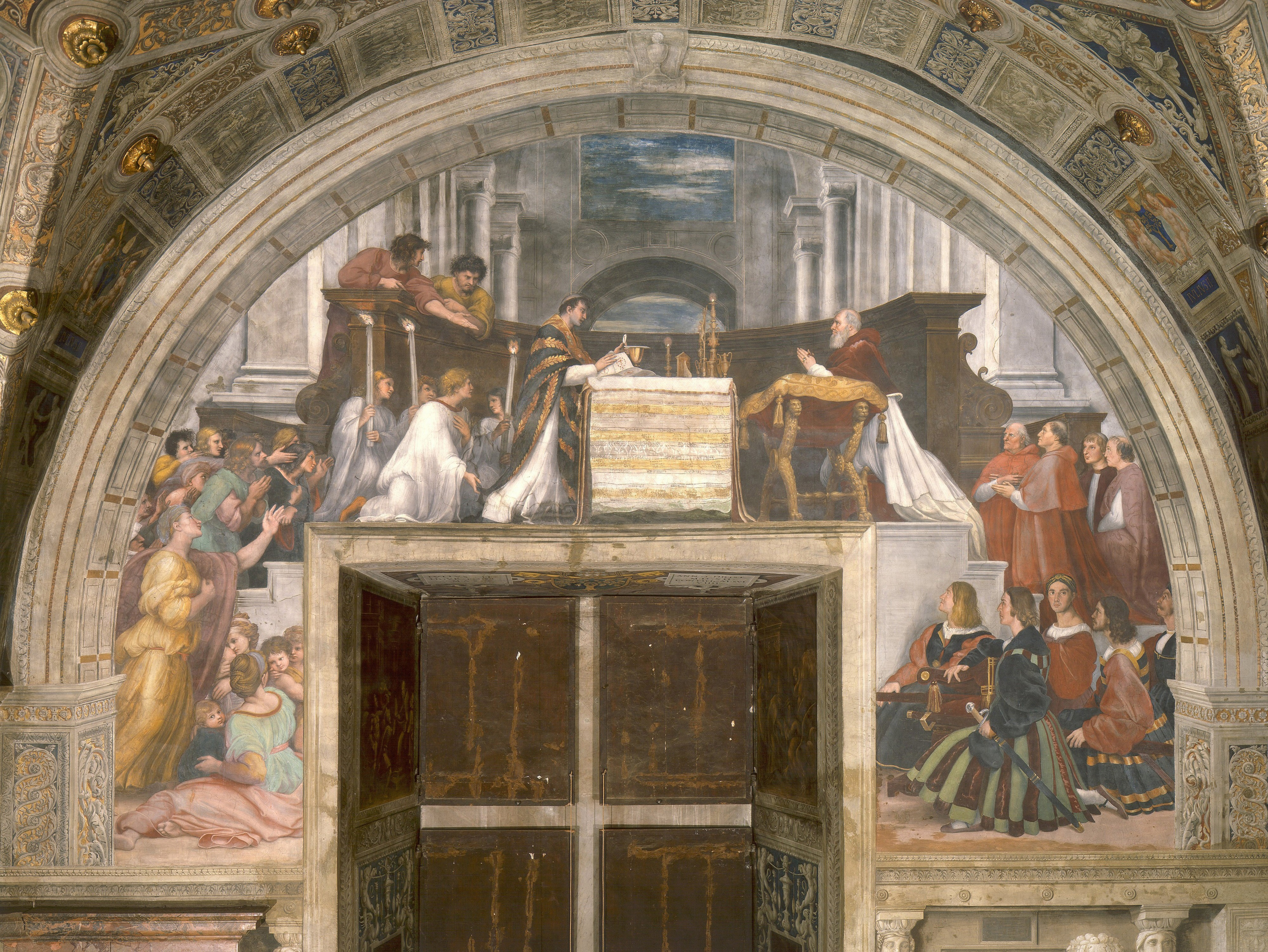
Рафаель. Меса в Больсені. 1512.

Меса в Больсені — одна з фресок Рафаеля у палацовому комплексі Ватикану, є розписом 1512-1514 рр. у Станці д'Еліодоро (назвали на пам'ять про вигнання сирійського воєначальника Еліодора з Єрусалимського храму).
Меса в Болсені зображує євхаристійне диво, яке мало місце в 1263 році в церкві Санта-Крістіна в Больсені. Тоді богемський священик, який сумнівався у вченні про транссубстанціацію, служив месу в Больсені, під час якої і сталося диво — євхаристійний хліб почав кровити. Кров, що полилася, впала на скатертину у формі хреста, і він відновився. Наступного року Папа Урбан IV встановив Свято Пресвятої Євхаристії. Закривавлене полотно нині шанується як головна реліквія в соборі Орвієто.
На живописі є і автопортрет Рафаеля (один із кількох відомих), як одного зі швейцарських гвардійців (того, що поглянув вбік від дійства). Окрім того, на творінні є Папа Юлій II (стоїть на колінах праворуч) і його донька Феліче делла Ровере (зліва внизу сходів, у профілі, у темному одязі).